# Migration und Soziale Arbeit
Migration und Soziale Arbeit ist eine deutsche Fachzeitschrift. Sie erscheint viermal jährlich im Verlag Beltz Juventa. Die Zeitschrift wurde ab 1979 vom Institut für Sozialarbeit und Sozialpädagogik e. V. (ISS-Frankfurt a. M.) seit mehr als drei Jahrzehnten  herausgegeben. Von 1979 bis 1995 trug sie den Namen „Informationsdienst zur Ausländerarbeit (IZA)“. 2023 endete die Herausgeberschaft durch das ISS-Frankfurt a. M. Seitdem wird die Zeitschrift von Dieter Filsinger, Thomas Geisen, Ayşe Özbabacan und Ayça Polat herausgegeben.
Die Zeitschrift ist eine Plattform für den Austausch und den Wissenstransfer zu Migrationsfragen zwischen den Fachkräften verschiedener Herkunft und Profession. Sie enthält regelmäßig Beiträge zur Einwanderungs-, Integrations- und Asylpolitik, zur interkulturellen Kinder-, Jugend- und Bildungsarbeit und migrationsspezifischen Themen, wie interkulturelle Öffnung sozialer Regeldienste, psychosoziale Versorgung von Migranten, Lebenslage und spezifische Probleme älterer Migranten, Rassismus und antirassistische Strategien. Jedes Heft erscheint zu einem Themenschwerpunkt und enthält darüber hinaus freie aktuelle Informationen, Projektberichte sowie eine Bibliographie zu migrationsrelevanten Themen und Rezensionen von Neuerscheinungen.